# François Pain
François Pain est un homme politique français né le 16 juillet 1830 à Romagne (Vienne) et mort le 8 février 1889 à Paris.
Notaire et propriétaire terrien, il est député de la Vienne de 1881 à 1889, siégeant à droite, avec les monarchistes.